# 10830 Desforges
Desforges (asteróide 10830) é um asteróide da cintura principal, a 2,18668 UA. Possui uma excentricidade de 0,1779741 e um período orbital de 1 584,67 dias (4,34 anos).
Desforges tem uma velocidade orbital média de 18,26177023 km/s e uma inclinação de 11,13747º.
Este asteróide foi descoberto em 20 de Outubro de 1993 por Eric Elst.